# El mundo frío
El mundo frío è il quarto album in studio del gruppo musicale giapponese Corrupted, pubblicato nel 2005 dalla HG Fact.

## Tracce
1. El mundo frío – 71:39

## Formazione
- Talbot – chitarra
- Yokota – basso, chitarra
- Chew Hasegawa – batteria
- Hevi – voce